# Acacia ommatosperma
Acacia ommatosperma é uma espécie de leguminosa do gênero Acacia, pertencente à família Fabaceae.